# Mataluenga
Mataluenga es una localidad española que forma parte del municipio de Las Omañas, en la provincia de León, comunidad autónoma de Castilla y León.

## Geografía

### Ubicación
| Noroeste: San Martín de la Falamosa | Norte: Villarrodrigo de Ordás | Nordeste: Espinosa de la Ribera |
| Oeste: Las Omañas                   |                               | Este: Villarroquel              |
| Suroeste: Pedregal                  | Sur: Santiago del Molinillo   | Sureste: Villarroquel           |

## Demografía
Evolución de la población
| Gráfica de evolución demográfica de Mataluenga entre 2000 y 2017   |
|                                                                    |
| Población de derecho (2000-2017) según el padrón municipal del INE |

## Personajes ilustres
- David Arias Pérez (1929-2019), sacerdote católico agustino nacido en Mataluenga, quien llegó a ser obispo auxiliar de la archidiócesis de Newark, Nueva Jersey, EE. UU.